# Cratere Herodotus
Herodotus è un cratere lunare di 35,87 km situato nella parte nord-occidentale della faccia visibile della Luna.
Il cratere è dedicato allo storico greco Erodoto.

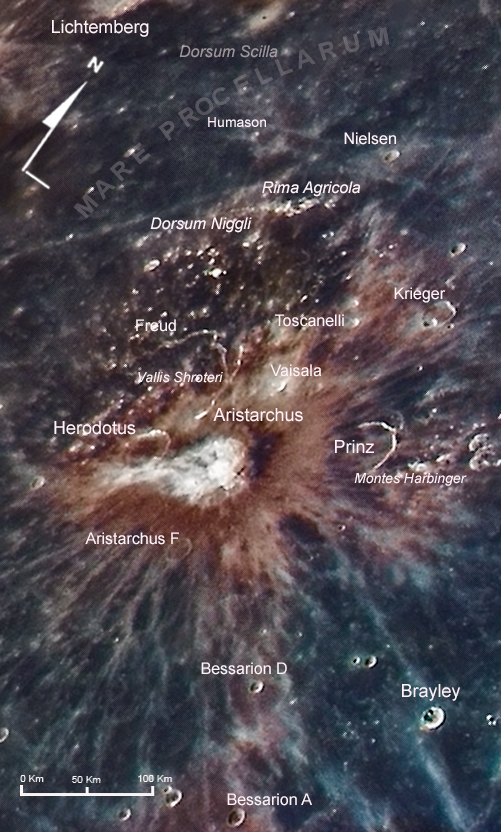
La zona di herodotus con mineral postprocessing (da acquisizione diurna)

## Crateri correlati
Alcuni crateri minori situati in prossimità di Herodotus sono convenzionalmente identificati, sulle mappe lunari, attraverso una lettera associata al nome.
| Herodotus | Coordinate            | Diametro (in km) |
| --------- | --------------------- | ---------------- |
| A         | 21°31′12″N 52°08′24″W | 9,98             |
| B         | 22°34′12″N 55°28′12″W | 5,64             |
| C         | 21°56′24″N 55°03′00″W | 4,68             |
| E         | 29°21′00″N 51°31′12″W | 36,55            |
| G         | 24°40′48″N 50°19′48″W | 3,51             |
| H         | 26°46′12″N 50°04′12″W | 6,22             |
| K         | 24°30′36″N 51°58′12″W | 4,72             |
| L         | 26°06′36″N 53°11′24″W | 3,93             |
| N         | 23°38′24″N 50°07′12″W | 4,32             |
| R         | 27°22′12″N 53°57′00″W | 3,94             |
| S         | 27°40′48″N 53°25′48″W | 4,1              |
| T         | 27°52′48″N 53°48′36″W | 5,03             |